# Cataphorèse

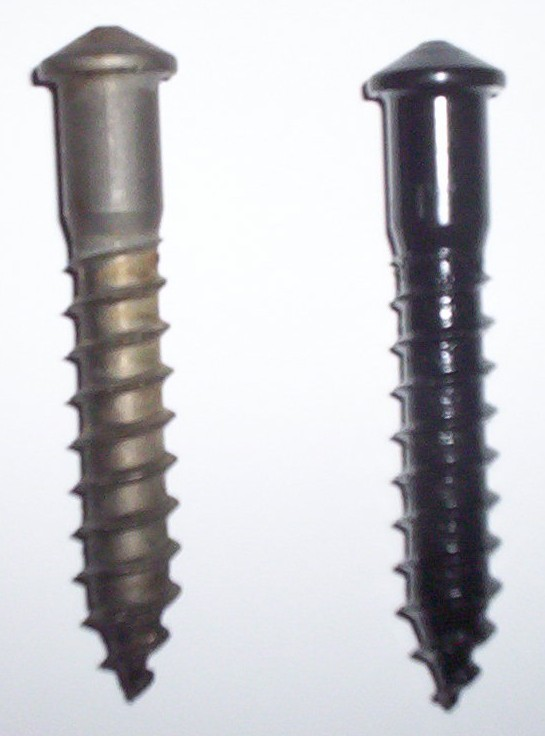
Une vis après cataphorèse (à droite).

La cataphorèse ou l'électrodéposition cationique est une technique de dépôt par électrophorèse de peinture industrielle, employée notamment dans l’industrie automobile.

## Principe technique
La cataphorèse est une technique de peinture qui consiste à immerger la pièce dans un bain de peinture hydrosoluble, en mettant la pièce en cathode (d'où le nom de cataphorèse) et en faisant migrer les particules de peinture en suspension dans le bain au moyen d'un courant électrique à une certaine tension, de l'anode vers la cathode. Les particules de peinture se déposent alors uniformément et sur pratiquement toute la surface de la pièce immergée. La pièce (ou le bain) est légèrement agitée pendant l'opération qui ne dure que quelques minutes. La dépose peut être contrôlée et suivie au moyen d'un coulombmètre ou d'un chronomètre (on stoppe la dépose lorsqu'une consigne de résultat est atteinte). Ensuite, la peinture est égouttée et polymérisée en étuve vers 180 °C.

## Avantages de cette méthode
- Les parties creuses et cachées (sauf corps creux particuliers non perforés) ainsi que les arêtes vives (contrairement à la peinture au pistolet électrostatique) des pièces sont aussi couvertes.
- La couche est fine et régulière, entre 10 et 80 µm. Cette finesse permet de peindre les filetages sans les dégrader.
- L'homogénéité de la couche confère une excellente tenue à la corrosion et une couche d'accroche de qualité pour une peinture primaire.
- Le rendement d'application par cataphorèse est proche de 99 %, deux raisons à cela : d'abord le procédé par immersion dans une cuve évite beaucoup de pertes, ensuite les pièces sont encore immergées dans d'autres cuves de lavage par ultrafiltration, où l'excès de peinture est rincé, ces bains sont liés au bain de cataphorèse par cascade inverse, de ce fait tout excédent de peinture revient au bain de peinture, d'où la haute rentabilité, à condition de respecter les paramètres préconisés par le fournisseur de pigment (pH, conductivité et température doivent être maintenus par ajout d'eau osmosée ou déminéralisée, des solvants, des liants, des pâtes, etc.). La gestion de l'épaisseur s'affine au micromètre près, avec le temps de trempe, la tension et l'intensité sur le redresseur.

## Bain de cataphorèse

### Utilisation
- Dépose :
  - le passage du courant élève sa température (par effet Joule), il est donc thermorégulé (température de dépose : environ 32 °C) ;
  - le bain « s'use ». Au laboratoire, il doit être changé (ses paramètres sont continuellement réajustés en industrie) lorsque la surface de dépose atteint une certaine valeur par volume de bain.
- Certains bains sont livrés en kit : avant la première utilisation, on mélange après pesée, plusieurs ingrédients (pâte, solvant…).

### Stockage
Un bain prêt à l'emploi (suspension) ne doit pas rester trop longtemps sans agitation (risque de dépôt), sinon il n'est plus utilisable ; le couvrir continuellement pour limiter l'évaporation et le stocker à température ambiante.

## Procédé

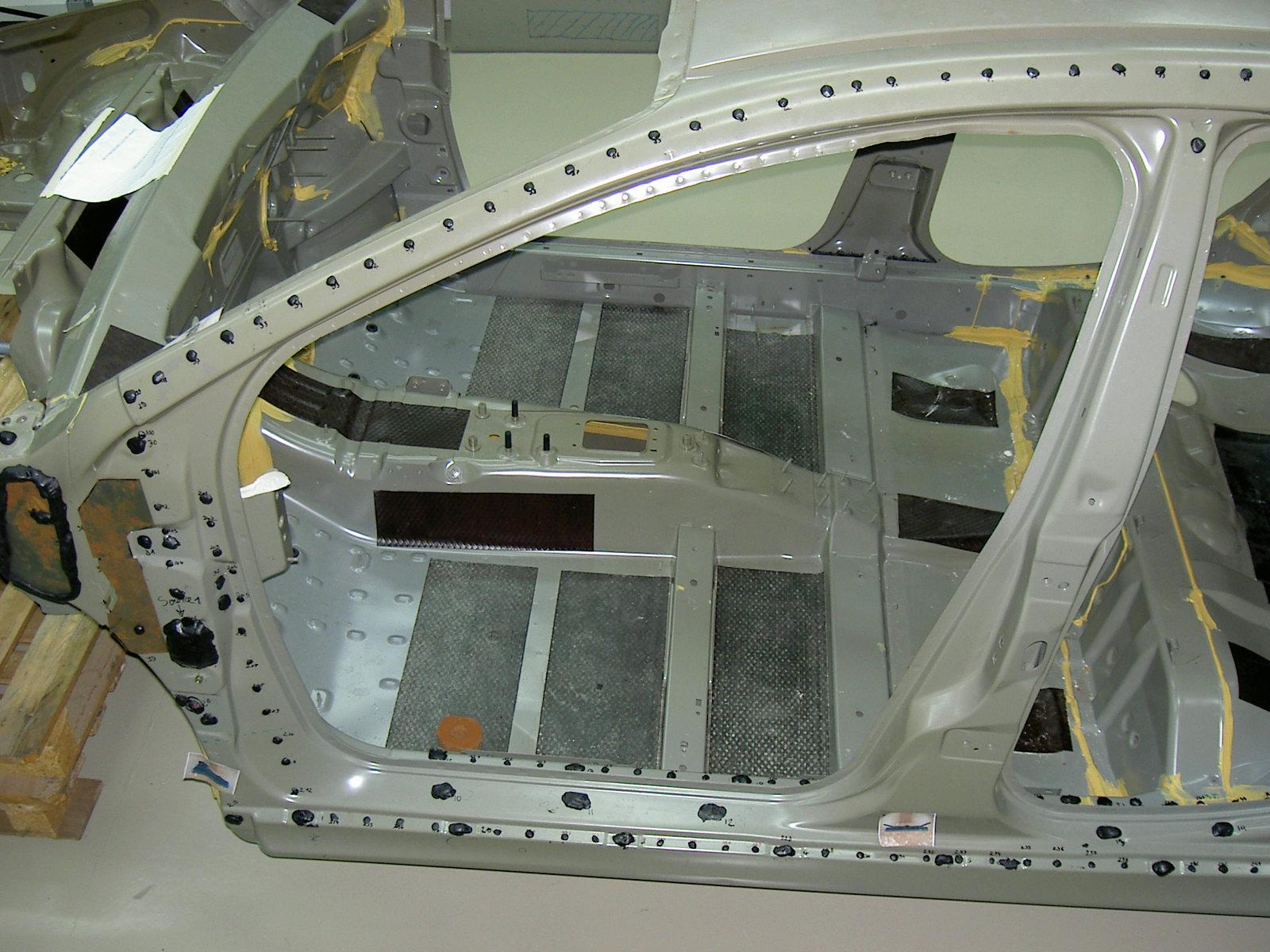
Caisse en blanc cataphorésée d'une automobile.

Dans l'industrie, l'optimisation et la rentabilité sont des constantes ; pour obtenir une finition excellente, le procédé exige une préparation très rigoureuse des surfaces à traiter. Le procédé nécessite plusieurs bains (cuves).
Nettoyage de la surface à peindre : dégraissage
Un premier bain doit enlever, par immersion ou par aspersion, des traces de graisse, grains de soudure (l'industrie peint des pièces assemblées par soudure MIG-MAG, par exemple), restes minuscules de métal ; il est vivement déconseillé de passer des pièces oxydables dans le bain, car le pH du bain de dégraissage est très basique (supérieur à 10) et cela accélère l’oxydation : il est impossible de garantir la surface contre la corrosion par la suite. Le bain de dégraissage contient de l'eau et des agents émulsifiants (lessives) ; il est chauffé à environ 70 °C.
Rinçage - lavage
Au moins trois bains, encore de l'eau de ville, la propreté par le maintien des bains est facilitée par débordement, les impuretés en surface sont ainsi évacuées (les eaux usées sont traitées dans une station d'épuration, et peuvent être en partie récupérées). Les pièces sont prêtes à subir la préparation pour la peinture.
Affinage et phosphatation
Avant le procédé proprement dit de peinture, il faut affiner et phosphater la surface à peindre ; dans le procédé de phosphatation, comme dans tout procédé, il faut être rigoureux ; l'agitation, la température (le bain de phosphatation est chauffé à environ 50 °C) et la composition des bains sont surveillées en permanence, malgré un niveau d'agitation modéré, la qualité du bain de phosphate exige une filtration (5 à 10 µm) ; l'eau utilisée ici est déminéralisée.
Rinçage - lavage
Au moins un bain d'eau déminéralisée est nécessaire, deux de préférence, pour rincer les pièces, avant de les introduire dans le bain où finalement elles vont recevoir la peinture.
Peinture cataphorèse
Pour être pédagogique, prendre un récipient en verre transparent, verser de l'eau du robinet jusqu'au 2/3 du volume, ajouter 20 % du volume en sel de cuisine, prendre une batterie de 12 V, avec des pinces crocodile ou du ruban adhésif, fixer à chaque pôle un fil conducteur de section convenable (si possible en cuivre), fixer deux grands clous (ou vis) d'au moins 10 cm aux extrémités du récipient (le fil de cuivre permet facilement d'improviser des crochets pour installer les clous en tant que cathode et anode, reliés à la batterie). Après avoir dissout le sel dans l'eau, cette expérience consiste à constater que si l'on fait passer un courant électrique continu entre les deux clous plongés dans la solution saline (électrolyte), une couche se forme sur les clous en fonction de l'intensité du courant.
Le procédé de cataphorèse est semblable dans le principe à cette expérience.
Rinçage : eau ultrafiltrée
Encore trois bains de lavage ou rinçage pour récupérer l'excédent de peinture des surfaces peintes.
Séchage : polymérisation
La polymérisation de la peinture est réalisée dans un four où pendant plusieurs dizaines de minutes les pièces vont sécher.